# 史致富
史致富（1907年6月15日—1962年6月27日），字志礼，号德润，世稱「史德润」，浙江鄞县人近代中國和台灣製藥工業主要先驅之一，在中國最早試製成功機器製糖衣藥片。史致富最早發起了中國的「父親節」。

## 生平

### 大陸時期
生於大清寧波府鄞縣，小名『阿富』，浙江鄞县人。幼年喪父。16岁即辍学，赴上海學習经商。最初在上海华美药房擔任學徒，是徐翔荪的學生，獲徐的提攜，是徐的四大得意門生之一。打工之餘，自學英語、德語和醫藥知識。
1927年（民国16年），受聘于上海中英药房，负责营业部工作，初次進入管理層。
1928年，出任国民药房经理。
1933年（民国22年）1月，自行創業，集资创办了万国药房，自任经理，並遠在貴州西南邊遠省份設立分店。1935年（民国24年），因在上海醫藥行業的威望，当选新药业同业公会执行委员。
抗日战争時期，未中斷經營，先后在雲南昆明、重庆、南京、天津开设醫藥分店，壯大企業。並在湖南长沙、江蘇清江浦(今屬淮阴市)等地发展领牌联号，是中國最早的連鎖藥店。
史并自辦製藥工廠，仿製進口藥品，並自製自研發新藥，是中國近代機器仿製進口西方藥品的先驅和新藥自研自造的先驅之一。自制成功藥品如白松、糖浆、麦精、鱼肝油等，聞名當時。抗日戰爭時期，史开设新光化学制药厂，试制成功中國人自己最早的机制糖衣药片。史還創建了藥品化學研究、研發、製造、銷售的一條龍龐大產業鏈，也是中國近代醫藥業產業鏈最早成型的企業家。
抗日戰爭勝利後，1948年，當選中華民國上海市第一屆參議員，並當選中華民國第一屆國民大會代表。

### 台灣時期
1949年（民国38年）2月9日，史離開上海，乘船移居台湾。1950年3月，史在台湾開辦上海联合大药房。1951年，史創辦纳德藥行，專門從事西药进口業務，是台灣該領域的先驅。被中華民國內政部聘为医药审议委员会顾问。
20世紀60年代初，史又投資台灣旅遊業，创办了亚洲旅行社，自任董事长。

### 父親節
史在上海發起了中國近現代最早的「父親節」。定為每年的8月8日，受當時到社會人士的積極響應。史並通過「父親節」募款，資助窮困學生。

## 任職
中華民國大陸時期，史在上海工商業具，特別在醫藥行業有很大影響力，曾任五六十家金融、工商、醫藥行業的董事、监事和社會團體的職務。主要有：
- 名下企業
  - 丙康药厂董事長
  - 怡中药厂董事長
  - 华联药厂董事長
  - 万千化工厂董事長
  - 中央药房董事長
  - 国光药房董事長
  - 信大工业原料行董事长
  - 四明药局（後更名作四明药房）股東、董事[8]
- 史熱衷於教育、社會公益和慈善事業，在此類各種組織中擔任職務，主要的有[2]：
  - 药联高级药学职业补习学校主席校董、副校长
  - 上海私立药学补习学校創校副校長[9]
  - 中法药学专修学校校董
  - 上海南山职业学校校董
  - 四明医院董事長
  - 四明公所董事長
  - 济民医院（今中国人民解放军第四五五医院）董事長
  - 中國紅十字会上海分会董事長
  - 上海时疫医院（今上海市红光医院）董事長
  - 上海南市平民医院董事長
  - 上海福幼院（今上海市第一妇婴保健院）董事长
  - 1940年，被推舉為『益友社』监事，兼任福利委员会主席
  - 1943年，被推舉為药联慈善基金會主任委员
  - 上海市新药业商业同业公会理事长[10][11]
  - 上海市药剂生公会理事长[1]
  - 上海市商会理事

史移居台灣後，也擔任了很多台灣工商業醫藥業的社會公益職務，包括：
- 台湾新药商业同业公会联合会顾问
- 台北市药剂生公会理事长
- 台湾省药剂生公会理事长
- 中華民國內政部医药审议委员会顾问
- 台灣亚洲旅行社,任董事长